# José Mosquera Adarme
José Mosquera Adarme es un político venezolano. Fue electo como alcalde de Lagunillas, estado Zulia, en las elecciones regionales de 2021. También ha sido presidente de la Asociación de Alcaldes del Zulia. En 2024 fue arrestado por fuerzas de seguridad y estuvo detenido entre el 31 de julio y el 6 de agosto.